# Ґергард Ертль
Ґергард Ертль (нім. Gerhard Ertl; нар. 10 жовтня 1936, Штутгарт) — німецький учений-хімік, керівник Інституту Фріца Габера Товариства Макса Планка (1986-2004), нині почесний професор, лауреат премії Вольфа з хімії (1998), лауреат Нобелівської премії з хімії 2007 року.

## Біографія
Ґергард Ертль народився в Штутгарті. З 1955 по 1957 роки він навчався в технічному університеті Штутгарта, потім в Паризькому університеті (1957—1958) та Мюнхенському університеті імені Людвіга-Максиміліана (1958—1959).
Після присудження звання доктора філософії, він став асистентом і лектором в технічному університеті Мюнхена (1965-1968). З 1968 по 1973 роки він був професором і директором в технічному університеті Ганновера. Був професором в інституті фізичної хімії | Університету імені Людвіга Максиміліана в Мюнхені (1973—1986).
Протягом 1970-х та 1980-х років він читав лекції в Каліфорнійському технологічному інституті, в університеті Вісконсин-Мілвокі і Каліфорнійському університеті, в Берклі. У 1986 році він став професором в Вільному університеті Берліна і в Берлінському технічному університеті.
У 1986 році він став директором інституту Інституту імені Фріца Габера Товариства Макса Планка, який очолював до 2004 року. В 1996 у він став професором в Берлінському університеті імені Гумбольдта.

## Наукова діяльність
Ґергард Ертль був одним з перших дослідників, які оцінили потенціал хімії поверхні. Крок за кроком він розробив методологію хімії поверхні, демонструючи, як різні експериментальні методики дозволяють отримати всебічну картину перебігу реакції на поверхні.
Хімія поверхні вимагає просунутого високовакуумного експериментального обладнання, тому що її головна мета — спостереження за поведінкою індивідуальних атомів або молекул, наприклад, на високочистих поверхнях металу. Найменше забруднення при виконанні такого роду спостережних і вимірювальних експериментів наражає на небезпеку їх результат. Отримання повноцінної картини реакції, що іде на поверхні, вимагає високоточних вимірів та комбінації різнобічних експериментальних методик.
Ґергард Ертль заснував експериментальну школу, продемонструвавши, як достовірні результати можуть бути отримані в такій складній галузі, як хімія поверхні. Його розробки заклали наукову основу сучасної хімії поверхні, його методологія використовується як у фундаментальних дослідженнях, так і в розробці хімічних виробництв.
Підходи, розроблені Ертлем, базуються не лише на результатах, отриманих ним при вивченні процесу Боша-Габера, використовуваного при фіксації атмосферного азоту.
Ертль також вивчав процес окиснення монооксиду вуглецю на поверхні платини, реакції, що використовуються для каталітичного очищення автомобільних вихлопів.

## Нагороди
Ґергард Ертль отримав Нобелівську премію з хімії 2007 року за дослідження хімічних процесів на твердих поверхнях.